# Рупта-де-вистерия
Рупта-де-вистерия и рупта-де-камара — так назывались в Молдавском княжестве и позже в Бессарабской губернии потомки иноземных колонистов (болгар и сербов), поселившихся там при владычестве молдавских господарей.
Впоследствии этими именами стали называть и некоторых коренных жителей, получивших право уплачивать подати и отбывать повинности отдельно от массы населения, на особых льготных основаниях. Наименования свои они получали в зависимости от того, куда вносили положенные с них оклады — в общую ли казну княжества (вистерия, рум. vistierie), или же в личную казну господарей (камара, рум. cămară). С присоединением Бессарабии к России различие это прекратилось, и оба эти названия удерживались лишь по преданию. По девятой ревизии ими были обозначены лишь 2 семьи.